# Sylva Koscina

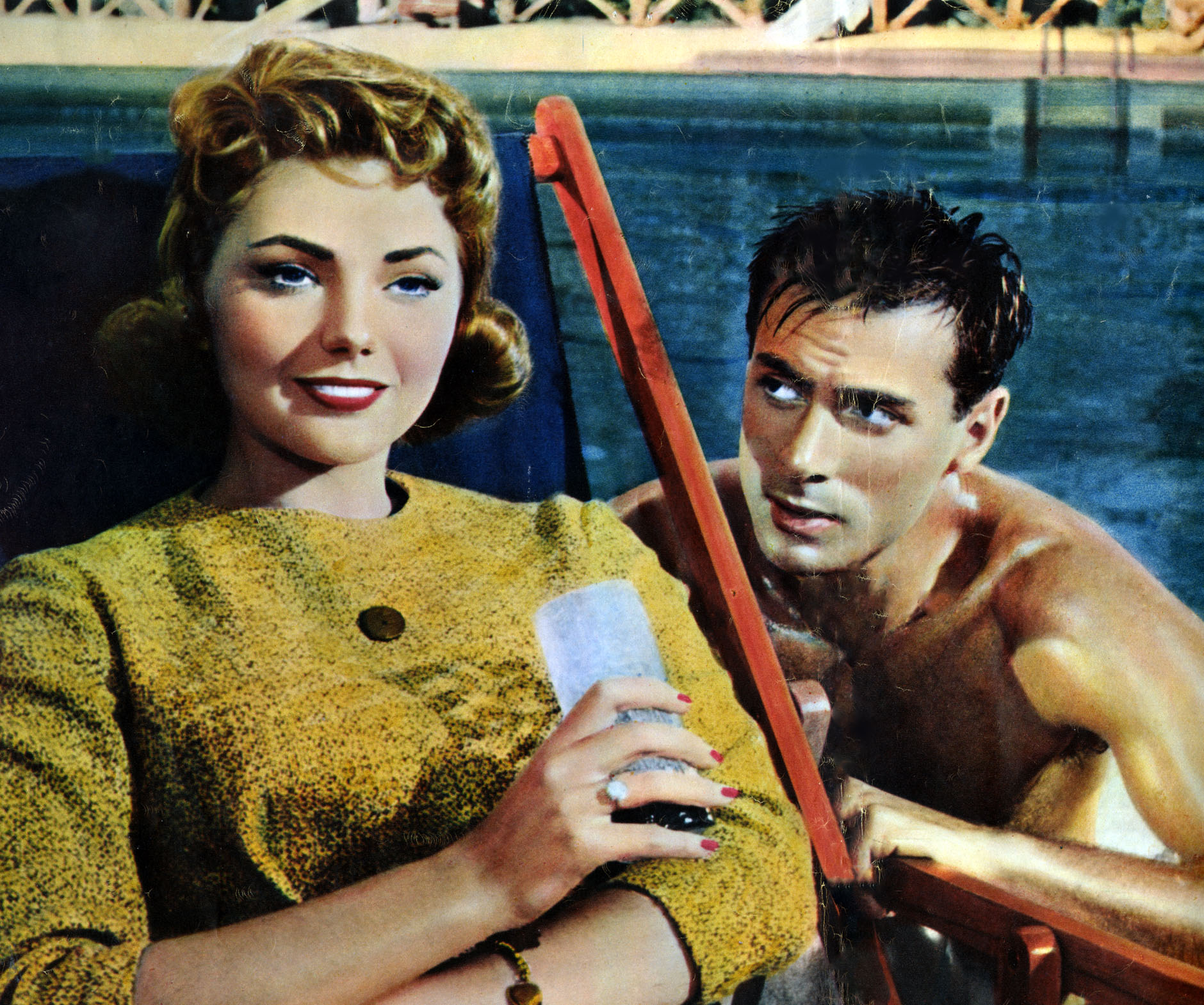
Sylva Koscina a I giovani mariti

Sylva Koscina (Sylva Koskinon: Zagreb, e Iugoslàvia, 22 d'agost de 1933 - Roma, 26 de desembre de 1994) va ser una actriu italiana. Els seus treballs més famosos van ser com a heroïna de «pel·lícules de peplo» al costat de Steve Reeves en les seves primeres aparicions com Hèrcules, i va treballar també amb estrelles com Paul Newman i Kirk Douglas.

## Biografia
Va néixer Silvija Košćina (grec: Σύλβα Κοσκινά) de pare grec i mare polonesa, es va traslladar a Itàlia durant la II Guerra mundial i va estudiar física a la Universitat de Nàpols. No obstant això, el seu físic propi va fer que aviat comencés la seva carrera com a model, que va acabar portant-la al món del cinema amb 22 anys amb la pel·lícula Siamo uomini o caporali? (1955) de Camillo Mastrocinque. La seva elegància en moure's en la pantalla revelava els seus començaments en el món de la moda, i amb el seu port aristocràtic va començar a fer-se coneguda en comèdies i pèplum com Le fatiche di Ercole i Ercole e la regina di Lidia. A la fi dels anys seixanta va fer el salt a Hollywood, on es va convertir en la primera italiana a posar per a la revista Playboy el 1967. A la seva tornada a Itàlia es va endinsar al cinema eròtic i de destape.
Les seves últimes pel·lícules sovint van ser pobres, sent les seves intervencions en la seva majoria d'estrella convidada.
Va ser famosa per la seva megalomania, que la portava a usar la tercera persona en parlar de si mateixa, comprar una mansió que va haver de vendre per ser investigada pel fisc i presentar-se a la Mostra de Venècia sense cap pel·lícula, només com a "ambaixadora somrient".
A Sylva es van atribuir molts romanços durant els anys d'or de la Cinecittà i Hollywood. Els tabloides de l'època van esmentar noms com els de Paul Newman, Jean Paul Belmondo, Alberto Sordi, Nino Manfredi, intents amb Bob Kennedy o el polític iugoslau Josip Broz Tito, que la deia "nostra petita Sylva". No obstant això, l'únic home amb qui es va unir en matrimoni, a Mèxic, va ser el productor Raymond Castelli, declarat culpable de bigàmia durant algun temps.
Sylva Koscina va morir als 61 anys víctima d'un càncer de mama.

## Filmografia
- Siamo uomini o caporali, dirigida per Camillo Mastrocinque (1955)
- Il ferroviere, dirigida per Pietro Germi (1955)
- Michele Strogoff, dirigida per Carmine Gallone (1956)
- Guendalina, dirigida per Alberto Lattuada (1957)
- La nonna Sabella, dirigida per Dino Risi (1957)
- La Gerusalemme liberata, dirigida per Carlo Ludovico Bragaglia (1957)
- I fidanzati della morte, dirigida per Romolo Marcellini (1957)
- Le fatiche di Ercole, dirigida per Pietro Francisci (1958)
- Racconti d'estate, dirigida per Gianni Franciolini (1958)
- Totò nella luna, dirigida per Stefano Vanzina (1958)
- Totò a Parigi, dirigida per Camillo Mastrocinque (1958)
- Ladro lui, ladra lei, dirigida per Luigi Zampa (1958)
- Giovani mariti, dirigida per Mauro Bolognini (1958)
- Ercole e la regina di Lidia, dirigida per Pietro Francisci (1958)
- La nipote Sabella, dirigida per Giorgio Bianchi (1958)
- Quando gli angeli piangono, dirigida per Marino Girolami (1958)
- Non sono più guaglione, dirigida per Domenico Paolella (1958)
- Le naïf aux quarante enfants, dirigida per Philippe Agostini (1958)
- Mogli pericolose, dirigida per Luigi Comencini (1959)
- Le confident de ces dames dirigida per Jean Boyer (1959)
- Tempi duri per i vampiri, dirigida per Stefano Vanzina (1959)
- La cambiale, dirigida per Camillo Mastrocinque (1959)
- Le sorprese dell'amore, dirigida per Luigi Comencini (1959)
- Poveri milionari, dirigida per Dino Risi (1959)
- Femmine tre volte, dirigida per Stefano Vanzina (1959)
- Femmine di lusso, dirigida per Giorgio Bianchi (1960)
- I piaceri dello scapolo, dirigida per Giulio Petroni (1960)
- Il sicario, dirigida per Damiano Damiani (1960)
- Crimen, dirigida per Mario Camerini (1960)
- Il vigile, dirigida per Luigi Zampa (1960)
- L'assedio di Siracusa, dirigida per Pietro Francisci (1960)
- Le pillole di Ercole, dirigida per Luciano Salce (1960)
- Genitori in blue-jeans, dirigida per Camillo Mastrocinque (1960)
- Les distractions dirigida per Jacques Dupont (1960)
- Ravissante dirigida per Robert Lamoureux (1960)
- Mariti in pericolo, dirigida per Mauro Morassi (1961)
- Mani in alto, dirigida per Giorgio Bianchi (1961)
- Le masque de fer irigida per Henri Decoin (1962)
- il giorno più corto, dirigida per Sergio Corbucci (1962)
- La congiura dei dieci dirigida per Baccio Bandini (1962)
- Jessica, dirigida per Jean Negulesco i Oreste Palella (1962)
- Le massaggiatrici, dirigida per Lucio Fulci (1962)
- Copacabana Palace, dirigida per Stefano Vanzina (1962)
- Le lièvre et la tortue episodio de Les quatre vérités, dirigida per Alessandro Blasetti (1962)
- La salamandre d'or dirigida per Maurice Régamey (1962)
- Le monachine, dirigida per Luciano Salce (1963)
- Il fornaretto di Venezia, dirigida per Duccio Tessari (1963)
- Cyrano et d'Artagnan, dirigida per Abel Gance (1963)
- L'appartement des filles, dirigida per Michel Deville (1963)
- Judex, dirigida per Georges Franju (1963)
- Le Grain de sable, dirigida per Pierre Kast (1964)
- Una storia di notte, dirigida per Luigi Petrini (1964)
- Sabato 18 luglio, episodi de L'idea fissa, dirigida per Gianni Puccini (1964)
- Cadavere per signora, dirigida per Mario Mattoli (1964)
- Amore e vita, episodi de Amore in 4 dimensioni, dirigida per Jacques Romain (1964)
- Se permettete parliamo di donne, dirigida per Ettore Scola (1964)
- Un juny massa càlid (Hot Enough for June), dirigida per Ralph Thomas (1964)
- Giulietta dels esperits (Giulietta degli spiriti), dirigida per Federico Fellini (1965)
- L'Arme à gauche, dirigida per Claude Sautet (1965)
- Jo, jo, jo... i els altres (Io, io, io... e gli altri), dirigida per Alessandro Blasetti (1965)
- La donna, episodi de Made in Italy, dirigida per Nanni Loy (1965)
- Estambul 65, dirigida per Antonio Isasi-Isasmendi (1965)
- Il morbidone, dirigida per Massimo Franciosa (1965)
- L'autostrada del sole, episodi de Thrilling, dirigida per Carlo Lizzani (1965)
- I soldi, dirigida per Gianni Puccini e Giorgio Cavedon (1965)
- Le monsieur de passage, episodi de Le lit à deux places, dirigida per François Dupont-Midi (1966)
- Monnaie de singe, dirigida per Yves Robert (1966)
- Més perilloses que els homes (Deadlier Than the Male), dirigida per Ralph Thomas (1966)
- Baraka sur X 13, dirigida per Maurice Cloche e Silvio Siano (1966)
- Carré de dames pour un as, dirigida per Jacques Poitrenaud (1966)
- Three Bites of the Apple, dirigida per Alvin Ganzer (1967)
- Johnny Banco, dirigida per Yves Allégret (1967)
- I protagonisti, dirigida per Marcello Fondato (1967)
- La calata dei barbari, dirigida per Robert Siodmak (1968)
- Guerra, amore e fuga, dirigida per Jack Smight (1968)
- Justine, ovvero le disavventure della virtù, dirigida per Jesús Franco (1968)
- A Lovely Way to Die, dirigida per David Lowell Rich (1968)
- La moglie nuova, dirigida per Michael Worms (1969)
- L'assoluto naturale, dirigida per Mauro Bolognini (1969)
- Vedo nudo, dirigida per Dino Risi (1969)
- La batalla del Neretva (Bitka na Neretvi), dirigida per Velko Bulajic (1969)
- Ninì Tirabusciò, la donna che inventò la mossa, dirigida per Marcello Fondato (1970)
- I lupi attaccano in branco, dirigida per Phil Karlson (1970)
- La colomba non deve volare, dirigida per Sergio Garrone (1970)
- Mazzabubù... Quante corna stanno quaggiù?, dirigida per Mariano Laurenti (1971)
- Nel buio del terrore, dirigida per José Antonio Nieves Conde (1971)
- Homo Eroticus, dirigida per Marco Vicario (1971)
- African Story, dirigida per Marino Girolami (1971)
- Noi donne siam fatte così!, dirigida per Dino Risi (1971)
- Il sesso del diavolo - Trittico, dirigida per Oscar Brazzi (1971)
- 7 scialli di seta gialla, dirigida per Sergio Pastore (1972)
- Boccaccio, dirigida per Bruno Corbucci (1972)
- La strana legge del dott. Menga, dirigida per Fernando Merino (1972)
- Beati i ricchi, dirigida per Salvatore Samperi (1972)
- La mala ordina, dirigida per Fernando Di Leo (1972)
- Lisa e il diavolo, dirigida per Mario Bava (1972)
- Rivelazioni di un maniaco sessuale al capo della squadra mobile, dirigida per Roberto Bianchi Montero (1972)
- Il cav. Costante Nicosia demoniaco ovvero: Dracula in Brianza, dirigida per Lucio Fulci (1975)
- La casa dell'esorcismo, dirigida per Alfredo Leone e Mario Bava (1975)
- Casanova & Company, dirigida per Franz Antel (1975) con Tony Curtis
- Occhio alla vedova, dirigida per Sergio Pastore (1975)
- L'ingorgo, dirigida per Luigi Comencini (1978)
- I seduttori della domenica, dirigida per Dino Risi (1980)
- Asso, dirigida per Castellano e Pipolo (1981)
- Questo e quello, dirigida per Sergio Corbucci (1982)
- Cenerentola '80, dirigida per Roberto Malenotti (1983)
- Mani di fata, dirigida per Stefano Vanzina (1983)
- Rimini Rimini, dirigida per Sergio Corbucci (1987)
- Ricky & Barabba, dirigida per Christian De Sica (1992)
- C'è Kim Novak al telefono, dirigida per Enrico Roseo (1993)